# کونسیسائو دوس اوروس
کونسیسائو دوس اوروس (به پرتغالی: Conceição dos Ouros) یک منطقهٔ مسکونی در برزیل است که در میناز ژرایس واقع شده‌است. کونسیسائو دوس اوروس ۱۱٬۷۴۸ نفر جمعیت دارد.